# Vladimír Kyzivát
Vladimir Kyzivat (22 maart 1983) is een Tsjechisch veldrijder die zonder ploeg rijdt.

## Belangrijkste overwinningen
2005
- Cyclocross van Kolin

2010
- Cyclocross van Kutná Hora